# Kohldrehherzmücke
Die Kohldrehherzmücke (Contarinia nasturtii) auch Kohldrehherzgallmücke und Kohlgallmücke genannt, ist eine Gallmücken-Art, die als Schädling an Kohlarten mäßig oft vorkommt. Bei starkem Befall kommt es zum Verkümmern des Wachstumspunkts und deutlichem Ertragsausfall.

## Beschreibung

### Merkmale
Die Kohldrehherzmücke ist 1,5 bis 2 mm lang. Die Fliege ist hellgelb bis hellbraun. Auch diese Fliege trägt statt der Hinterflügel Schwingkölbchen. Die Antennen sind wie Perlen an einer Schnur aufgebaut. Für diese Fliege ist die Augenbrücke, eine Verbindung über den Scheitel zwischen den Augen, typisch. Die Eier haben eine Länge von 0,3 mm und sind 0,08 mm breit. Sie haben eine wurstartig gekrümmte Form. Die Gelege sind zu Gruppen von (8 bis) 15 bis 25 Eiern abgelegt. Die Maden sind beige mit weißem Kopf und auch bis 2 mm lang. Sie haben keine Füße und der Kopf ist nicht abgesetzt, sondern zeigt nur eine minimale Kopfkapsel. Die Larven können sich springend fortbewegen, um schneller vorwärtszukommen.

### Lebensweise
Die Kohldrehherzmücke liebt feuchteres Mikroklima. Deshalb kann das Schlüpfen der Mücke durch trockene Witterungsbedingungen verhindert oder verzögert werden. Temperaturen unter 15 °C führen zur Inaktivität der Puppe. Kohldrehherzmücken bevorzugen eine Optimaltemperatur von 22 °C. Die Mücken fliegen von Mai bis August in die Felder ein, paaren sich und die Männchen sterben direkt danach. Die erwachsenen Tiere nehmen nach dem Schlüpfen keine weitere Nahrung auf. Auch die Weibchen leben nach der Eiablage nicht lange weiter. Bei einer Temperatur von 20 °C werden die adulten Tiere vier bis fünf Tage alt. Ein Weibchen kann bis zu 200 Eier ablegen, was 8 bis 25 Gelegen entspricht. Der optimale Temperaturbereich für die Eiablage liegt zwischen 16 und 26 °C. Daraus folgt, dass zur ersten Wärmeperiode im Mai mit optimalen Temperaturen der erste Flug einsetzt. An den Wachstumspunkt im Pflanzenherz und an den Blattstielgrund werden Eier abgelegt. Ein Teil wird auch auf Blattflächen platziert. Die Eier weisen keine äußere Struktur auf und sind glatt. Die Gelege bestehen aus Gruppen von teils nur acht, meist 15 bis 25 Eiern. Aus den Gelegen schlüpfen viele weiße bis gelbe Maden. Je nach Temperatur vergehen vier bis zehn Tage zwischen Eiablage und Schlüpfen der Made. Wenn sie auf den Blattflächen geschlüpft sind arbeiten sie sich weiter zum Wachstumspunkt vor. Die Larven gesellen sich in Gruppen. Durch Fraß- und Saugtätigkeit an der Oberseite der Blattstängel und im Pflanzenherz scheiden sie zur Nahrungsaufnahme mit dem Speichel auch Toxine aus. Der Speichel löst die Kutikula und obere Zellschichten auf und erleichtert so das Fressen. In größerem Stadium, etwa 10 bis 12 Tage nach dem Schlüpfen, kriechen die Maden Richtung Wurzel in die Erde, wo sie sich in etwa 5 cm Tiefe verpuppen. Befindet sich die Larve bereits im Boden, das Mikroklima ist jedoch heiß und trocken, verpuppt sie sich nicht. Die Kohldrehherzmücke schlüpft etwa zwei Wochen nach der Verpuppung. Sie bildet die zweite Generation, die mit dem Flug im Juni bis Juli beginnt. Dieser Entwicklungszyklus wiederholt sich erneut für eine dritte Generation, die dann im August schädigt. Der Flug der zweiten und dritten Generation kann sich manchmal zeitlich überlappen. In der Vorderpfalz konnten 2001 trotz Überlappung der einzelnen Generationen fünf Generationen gezählt werden. Schließlich überwintert die Made im Boden und die Mücke schlüpft im Frühling des nächsten Jahrs. Die Verpuppung der Made erfolgt jedoch erst im Frühjahr, nachdem sie in einem Erdkokon überwintert hat.

### Bedeutung und Vorkommen
Der Schädling ist natürlich vorhanden und kann deshalb nicht wirklich eingeschleppt werden. Die Kohldrehherzmücke tritt vor allem im feuchten Alpenvorland auf. Der Schädling sucht sich besonders Blumenkohl und Broccoli, ferner auch Kopfkohlarten, Rosenkohl und Bodenkohlrabi als Wirtspflanzen. Er kommt aber auch auf Wildkräutern der Familie der Kreuzblütler vor. In den letzten Jahren hat der Befallsdruck durch höhere Jahresdurchschnittstemperaturen zugenommen.

### Feinde
Als natürlich auftretende Feinde sind vor allem Tanzfliegen der Gattung Platypalpus und kleine Spinnen bekannt. Sie stechen die Maden an und saugen sie aus.

## Pflanzenschäden

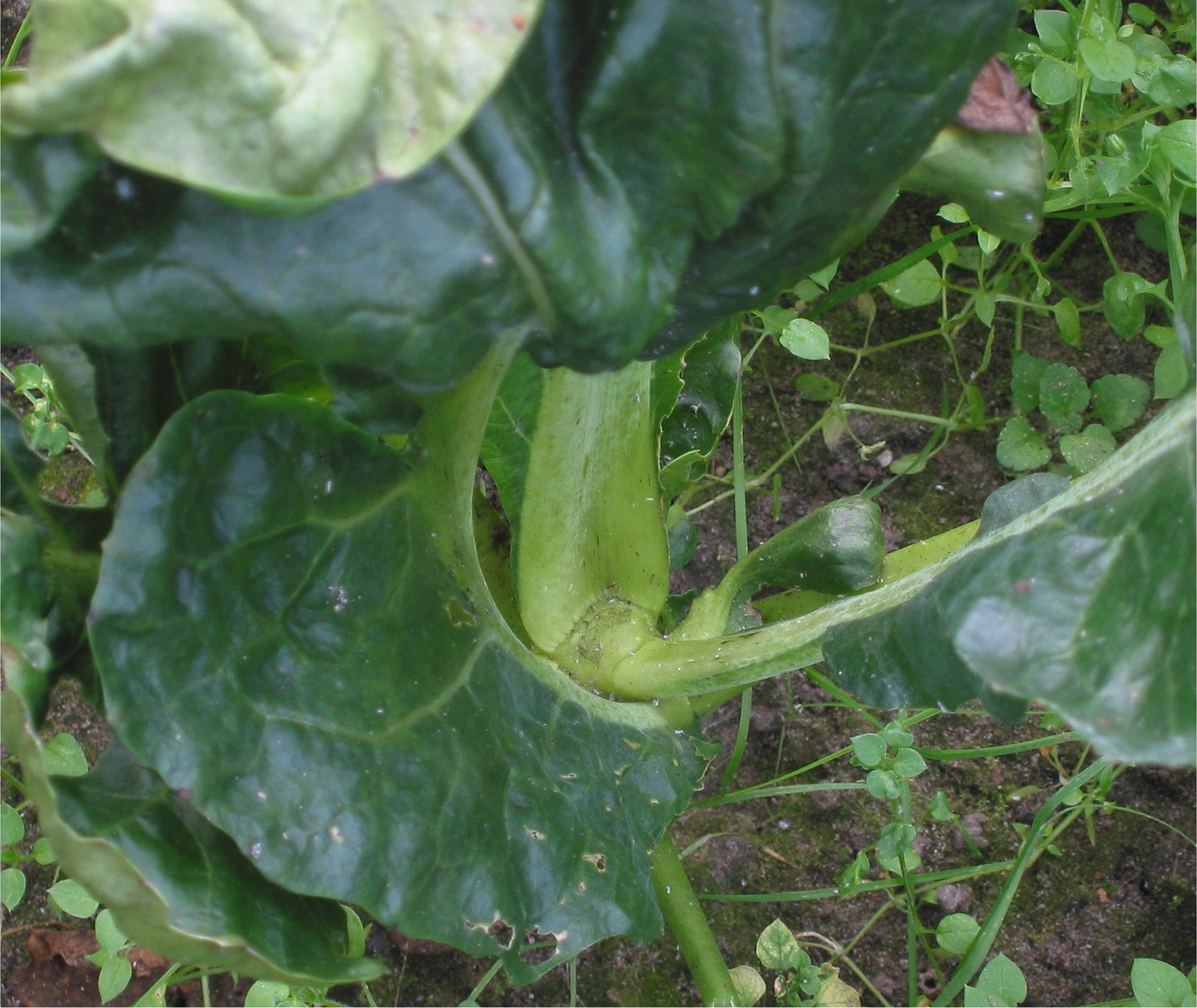
Herzlosigkeit durch Kohldrehherzmücke bei Blumenkohl

### Symptome
Durch die Fraß- und Saugtätigkeit der Larven bilden sich Verkorkungen an der jungen Pflanze, die Deformierungen verursachen. Die Nahrungsaufnahme erfolgt an der Oberseite der Blattstängel und im Pflanzenherz, wo mit Speichel auch Toxine ausgeschieden werden, die die Kutikula, Epidermis und oberste Zellschichten der Pflanze angreifen und damit verflüssigen. Das behindert das Wachstum der Blattstiele und des Blattherzens. Damit wächst die unbeschädigte Seite des Stängels weiter, während die andere zurückbleibt. Dies führt zu verdrehtem Wachstum der Blätter und der so bezeichneten Drehherzigkeit mit spiralförmig wachsenden Blättern, beim Blumenkohl zu verdrehtem Wuchs der Sprossspitze und Blüte. Wird die Pflanze in einem frühen Entwicklungsstadium befallen, kann der Wachstumspunkt vollständig verkümmern. Es kommt zur Klemmherzigkeit oder auch Herzlosigkeit. In einzelnen Fällen entsteht auch Vielköpfigkeit. Sekundär können über die Verletzungen Bakterien (Erwinia ssp., Xanthomonas campestris oder Pseudomonas ssp.) eindringen, die dann zur Herz- oder Strunkfäule führen. Werden die Pflanzen erst später während der Blütenbildung und Blüte befallen, verursacht die Kohldrehherzmücke gestauchte Blütentriebe, die büschelartig verzweigt sind. Bei Broccoli führt das fehlende Herz zu verstärkter Seitentriebbildung mit vielen kleinen Einzelblüten. Bei dieser Kohlart werden Schädigungen vom 4-Blatt-Stadium an bis zur Blütenbildung sichtbar. Der Blütenschirm wird dadurch unförmig und es können sich Höcker oder Vertiefungen bilden. Die Mittsommer-Generation (2. Generation, im Juni) ist die schädlichste, weil zum einen optimale Temperaturbedingungen vorherrschen, zum anderen in der Regel junge Pflanzen als Wirte vorhanden sind. Wird zu mehreren Pflanzterminen in größeren Flächen nebeneinander angebaut, verteilen sich die vorhandenen Schädlinge auf die ganze Fläche, was gegen einen Randbefall spricht.

### Gegenmaßnahmen
Kulturplanung und -führung: Wird zwei Jahre keine Wirtspflanze angebaut, verschwindet der Schädling fast vollständig. In diesem Zusammenhang wird auch vom standorttreuen Schädling gesprochen, der nur in der näheren optimal geeigneten Umgebung schädigt. Mehrfacher Anbau von Kohlarten auf der gleichen Fläche fördert den Schädling, ebenso ungenügende Feldhygiene.
Standortwahl: Da die Mücken sehr klein sind und vom Wind weggetragen werden können, bevorzugen sie weniger windreiche Lagen. Das kann bei der Wahl des Feldes für den Anbau berücksichtigt werden. Die Kohldrehherzmücke ist in Ostösterreich wegen Trockenheit und hoher Temperaturen fast nicht zu finden.
Mechanisch: Mit feinmaschigen Insektennetzen kann der Schädling abgewehrt werden. Sie werden über die Kultur gelegt und die Netzränder so beschwert, dass keine Schädlinge unten durch schlüpfen können. Insektennetze haben je nach Jahreszeit höhere Temperaturen und höhere Luftfeuchte zur Folge, die Pilz- und Bakterienkrankheiten an der Kultur fördern und im Sommer zu physiologischen Hitzeschäden führen können.
Kontrolle und Prognose: Beim Blumenkohl ist besonders in frühem Entwicklungsstadium exakte Kontrolle nötig, weil dann die größten Schäden entstehen können. Dazu werden Gelbfallen im Bestand aufgestellt und anhaftende Kohldrehherzmücken gezählt. Bei den Gelbfallen handelt es sich um gelbe beleimte Kunststofftafeln oder inwendig gelb gefärbte Schalen, gefüllt mit Wasser und etwas Spülmittel.
Chemische Behandlung: Da die Anwesenheit und Flugzeit der Kohldrehherzmücke nur wenige Tage dauert, ist eine sehr genaue Kontrolle Voraussetzung für den Erfolg einer chemischen Behandlung. Sonst werden die Mücken nicht wirklich getroffen und die Behandlung bleibt erfolglos. Wichtig ist auch, das Herz der Pflanze zu behandeln, weil Mücken und Larven sich dort befinden, aber je nach Größe der Pflanze durch Blattwerk abgeschirmt sind. Am sinnvollsten ist die Behandlung, wenn Einflug im empfindlichsten Entwicklungsstadium der jeweiligen Kultur zu erwarten ist. In der Samenproduktion wird behandelt, bevor sich die Blüte voll entwickelt. Da das erwachsene Tier keine Nahrung mehr aufnimmt, sind Behandlungsmittel, die nur als Fraß- oder Sauggift wirken gegen Imagines nutzlos. In der Regel sind 1–3 gezielte Behandlungen nötig. Angewandt werden Wirkstoffe aus der Gruppe der Pyrethroide und Phosphorsäureester. Wichtig ist mit großen Wassermengen zu arbeiten und wegen der ausgeprägten Wachsschicht der Kohlpflanzen Netzmittel zuzusetzen. 100%iger Behandlungserfolg ist nicht möglich.